# Mohamed El Hachemi Chérif

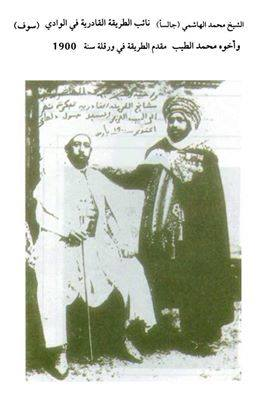
Mohamed El Hachemi Chérif (links) mit seinem Bruder Muḥammad aṭ-Ṭaiyib in Ouargla (1900)

Mohamed El Hachemi Chérif, mit vollem Namen Mohamed El Hachemi Ben Ibrahim Ben Ahmed Chérif Nefti (* 1853 in Nefta, nach anderen Quellen 1863  oder 1861; † 23. September 1923 in El Oued; arabisch محمد الهاشمي بن إبراهيم بن أحمد الشريف النفطي, DMG Muḥammad al-Hāšimī b. Ibrāhīm b. Aḥmad aš-Šarīf an-Nafṭī) war ein algerischer Sufi-Scheich des Qādirīya-Ordens und Antikolonialist.

## Herkunft und Familie
Scheich Mohamed El Hachemi Chérifs Familie entstammte dem Stamm der al-Būazīd (Abū Zaid), der in der algerischen Region Zibans, mit den Städten Biskra und Tolga, siedelte und 1876 durch eine Revolte gegen Frankreich zu internationaler Bekanntheit gelangte.
Sein Großvater Aḥmad b. Muḥammad b.ʿAṭīya aš-Šarīf wanderte Anfang des 19. Jahrhunderts in das südtunesische Bled el Djerid aus. Dort gründete El Hachemi Chérifs Vater Ibrāhīm b. Aḥmad aš-Šarīf (1813–1897) 1845 in der Stadt Nefta eine Zaouia des Qādirīya-Ordens und war Unterstützer und Finanzier des Emir Abd el-Kader.
Der Einfluss der Familie erstreckte sich Ende des Jahrhunderts neben dem Süden Tunesiens auch über das nahezu gesamte südöstliche Algerien, bis in die westlich gelegenen Tuareg-Regionen Twat, Adrar und Tamantit an der Grenze zum heutigen Mali, des Weiteren über die nordalgerischen Regionen Skikda, Tebessa, Biskra und des Aurès-Gebirges, sowie Teile Tripolitaniens und der Umgebung Ghadames‘.
Mohamed El Hachemi Chérif heiratete vier Frauen, darunter Ḫadīǧa bint aṭ-Ṭaiyib, und hatte mindestens vier Söhne, ʿAbd ar-Razzāq, Muḥammad Ṣāliḥ, Abdelaziz und ʿAbd al-Qādir, sowie mindestens eine Tochter.

## Leben
Mohamed El Hachemi Chérif wurde als sechster und jüngster Sohn des Scheichs Ibrāhīm und dessen Frau Hāniʾ bint al-Ḥamm 1853 in Nefta geboren, während in anderen Quellen 1963 oder 1961 als Geburtsdatum angegeben wird. Nachdem sein älterer Bruder,  der erstgeborene Sohn, Muḥammad dazu bestimmt wurde, die Zaouia des Vaters in Nefta weiterzuführen, wurden die übrigen Söhne zur Mission und dem Aufbau neuer Zaouias nach Algerien geschickt. Muḥammad aṭ-Ṭaiyib gründete 1880 die Zaouia in Rouissat in der Provinz Ouargla und weitete den Einflussbereich auf die Städte Djanet, Ghardaia und Laghouat aus. Der dritte Sohn Muḥammad Imām gründete 1887 die Zaouia in Robbah, während zwei weitere jene in Guemar bei El Oued und Tébessa eröffneten. Alle dieser Zaouias waren jener in Nefta direkt unterstellt.
Mohamed El Hachemi Chérif selbst erreichte Algerien 1886 oder 1887 und unterstützte zunächst seinen Bruder Muḥammad Imām und seinen Onkel Scheich Muḥammad al-Kabīr (1853–1914) bei deren Arbeit. 1892 wurde er mit der Errichtung einer eigenen Zaouia in Bayadha (al-Bayaḍa), südlich von El Oued, beauftragt, die er nach der dortigen Region Amiche benannte.
Nach der Rückkehr von einer Reise nach Frankreich unterhielt er Ende 1900 bis 1901 eine Beziehung zur Schweizerin Isabelle Eberhardt, die nach der Bekanntschaft mit ihm und seinem Bruder al-Ḥussain dem Orden beitrat. Die Aufzeichnungen Eberhardts deuten darauf hin, dass Mohamed El Hachemi zu diesem Zeitpunkt noch der Autorität seiner größeren Brüder al-Ḥussain und Muḥammad Imām unterstand.
In seiner Funktion als Scheich stand er in Konkurrenz zum Tidschānīya-Orden und lokalen Stammesfürsten um regionalen Einfluss. Dieses Verhältnis war nach dem Attentat auf Eberhardt, welche unter seinem persönlichen Schutz stand, so angespannt, dass es zu gewalttätigen Auseinandersetzungen kam. 1902 folgte die Gründung einer weiteren Zaouia in Touggourt. Darüber hinaus gelang ihm die Ausweitung seines Netzwerkes in den Süden Libyens und den nördlichen Sudan.
Während des Italienisch-Türkischen Krieges 1911/12 unterstützte Chérif den Dschihad von Sulaimān al-Bārūnī gegen die italienischen Invasoren finanziell und durch die Entsendung von 350 Kämpfern.
In dieser Zeit erwarb er großflächige Palmenhaine zum Dattelanbau und galt als loyal gegenüber den französischen Kolonialbehörden. In den Jahren 1915 und 1916 fungierte er als Informant und führte für diese Spionage über Aktivitäten der Sanūsīya und militärische Einrichtungen in Libyen durch.
Nachdem der Handel der Chérifs mit den libyschen Provinzen immer stärker durch die Behörden unterbunden wurde und die französische Regierung im Juli 1917 die allgemeine Wehrpflicht  beschloss, welche eine große Zahl der Schüler seiner Zaouias betraf und in der Region großes Ärgernis  auslöste, änderte sich diese Haltung Mohamed El Hachemi Chérifs. Er begann fortan mit Propaganda gegen Frankreich und den Kolonialismus.
Nach dem Ende der Kampfhandlungen des Ersten Weltkriegs kam es an den Tagen des 14. und 15. November 1918 unter der Führung Chérifs zu Aufständen in der Stadt El Oued und Angriffen auf dortige Einrichtungen der Kolonialbehörden.  Dies gipfelte in einem Zug der teilweise bewaffneten Demonstranten auf die Residenz des Gouverneurs und dem Abfeuern von Warnschüssen. Die Revolte konnte jedoch durch das Eingreifen des Militärs und das Einlenken des Scheichs rasch beendet werden. Dennoch blieb die Lage angespannt bis Chérif dem französischen Gouverneur eine Reihe von Forderungen unterbreitete und die Freilassung von Gefangenen erreichen konnte. In der Folge wurde er für ein Jahr aus der Souf-Region verbannt. In dieser Zeit residierte er unter anderem in Skikda.
Im Juli 1920 kehrte Mohamed El Hachemi Chérif nach El Oued zurück und gründete im selben Jahr eine weitere Zaouia in der Stadt, wobei sich das Spannungsverhältnis zwischen Tidschānīya und Qādirīya verstärkt hatte.
Am 23. September 1923 starb El Hachemi Chérif an einer Wundinfektion in El Oued.
Sein Sohn ʿAbd ar-Razzāq wurde sein Nachfolger als Scheich, der von ihm gegründeten Zaouias, starb jedoch ebenfalls wenig später im Dezember 1923. In der Folge übernahm sein zweitjüngster Sohn Abdelaziz Belhachemi die Geschicke.
Zu seinen Lebzeiten häufte Mohamed El Hachemi Chérif einen vergleichsweise großen Besitz an. So besaß er nicht nur Liegenschaften und religiöse Einrichtungen in El Oued, sondern auch in Biskra, Laghouat, Touggourt und Nefta in den Sahara-Gebieten sowie eine Moschee und Geschäfte in Skikda an der afrikanischen Mittelmeerküste. Zudem sollen ihm Gärten mit insgesamt mehreren 10.000 Dattelpalmen in den verschiedensten Orten Algeriens und Tunesiens gehört haben.

## Sonstiges
In der französisch-australischen Filmproduktion Isabelle Eberhardt von 1991 wird Chérif von Foued Nassah unter dem Rollennamen Si Lachmi dargestellt. Dieser Name findet sich auch in anderen Publikationen von und über Eberhardt als Bezeichnung für die Person Mohamed El Hachemi Chérifs.